# Chicago Surface Lines
Chicago Surface Lines (CSL) was de particuliere exploitant van stedelijk openbaar vervoer in de Amerikaanse stad Chicago. Vanaf 1947 werd dit bedrijf voortgezet als Chicago Transit Authority (CTA), een publieke organisatie.

## Geschiedenis

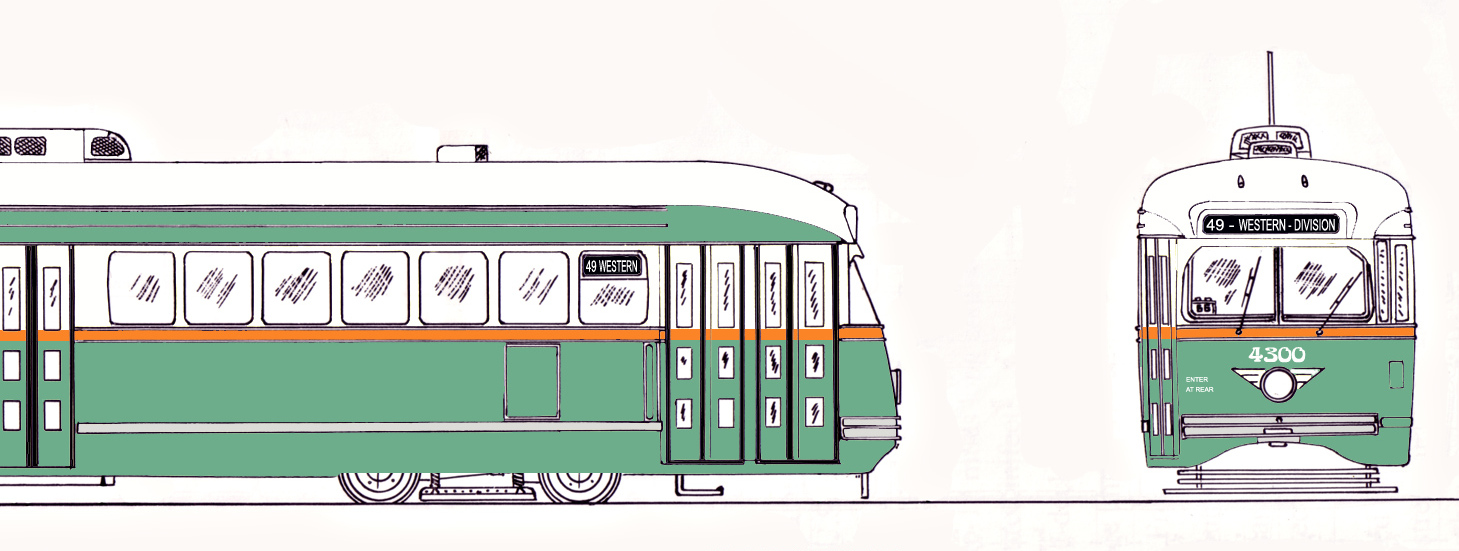
Kleurenschema CTA PCC, gebouwd door Pullman-Standard Co.

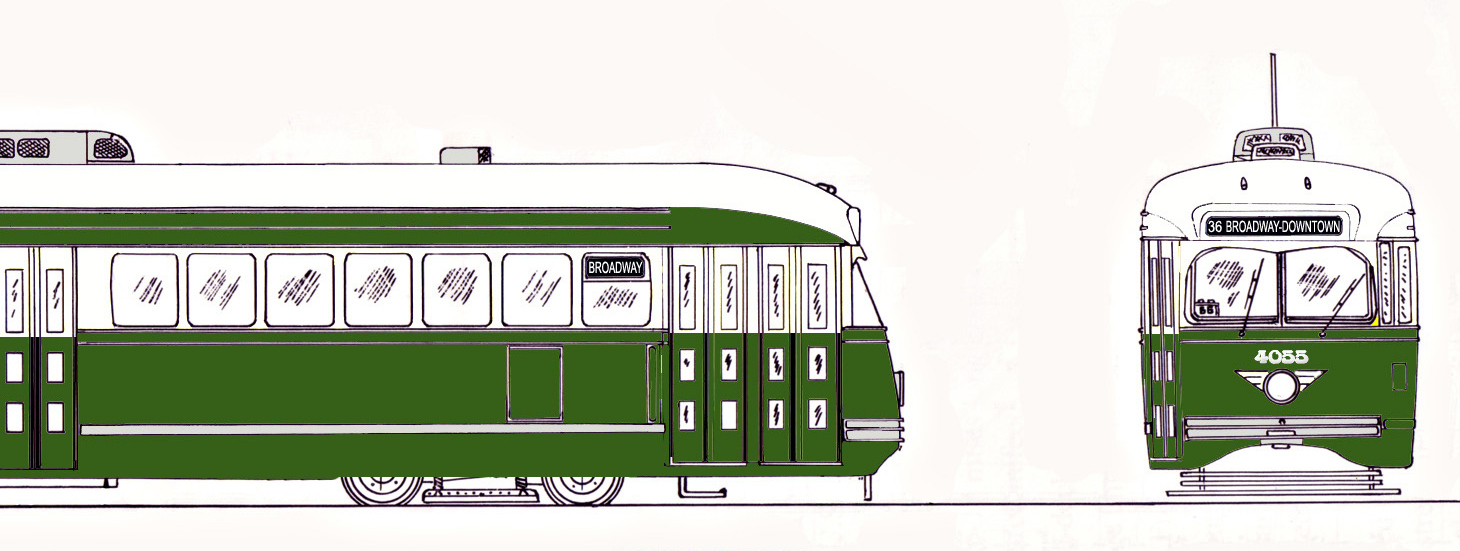
Kleurenschema CTA PCC, gebouwd door St. Louis Car Co.

CSL ontstond in 1914. Het bedrijf was een fusie van vele kleinere maatschappijen, zoals de Union Traction Company (CUT), Calumet Electric Street Railway (CES), South Chicago City Railway (SCC), Chicago City Railways (CCR), Chicago Railways (CRy.) en Chicago & Southern Traction Co. (C&ST).
In de voorsteden van Chicago kon men gebruikmaken van aansluitende tramdiensten en Interurbans van bv. de Chicago & West Towns Railway (C&WTRy.), Chicago and Joliet Electric Railway, Chicago, Aurora and Elgin Railroad, Chicago, North Shore and Milwaukee Railroad etc.
CSL presenteerde zich als het grootste openbaarvervoerbedrijf ter wereld, wat inderdaad klopte. Op zijn hoogtepunt exploiteerde CSL 1700 kilometer tramnet met 3100 trams en vervoerde per jaar meer dan 1,5 miljard passagiers.
De efficiëntie van CSL was voor een groot gedeelte te danken aan de opbouw van de stad Chicago. Zij was merendeels opgedeeld in vierkante blokken van 500 bij 500 meter. Belangrijke straten vond men om de 1,5 kilometer. Op de meeste van deze belangrijke straten werden tramlijnen aangelegd. Er was een beperkt aantal diagonale straten (bijvoorbeeld Milwaukee en Archer Avenue) die ook tramlijnen hadden.
Al vanaf 1930 introduceerde CSL op vijf tramlijnen trolleybussen (de tram werd opgeheven), een netwerk dat uiteindelijk tot het grootste van de VS zou uitgroeien.
In de tijd van de Grote Depressie was CSL een groot voorstander van de ontwikkeling van een standaardtram – dit werd uiteindelijk de PCC-car – en was in 1936 een van de eerste bedrijven die deze revolutionaire trams bestelde. In dit geval 83 stuks (voor een prijs van $1,3 miljoen).
Tijdens de Tweede Wereldoorlog werden de eerste metrolijnen in de stad geopend (State Street en Dearborn subway). Dit systeem werd als aanvulling op het tramnet gezien (sneller grote afstanden afleggen) en tevens als belangrijke ondersteuning voor de bovengrondse treinen in Chicago's 'Loop'.
Dat de tram het in de stad niet zou volhouden, was na de Tweede Wereldoorlog wel duidelijk. De omzetting van tram- naar busdiensten begon al enkele maanden na de oorlog. CSL had wel 600 PCC-cars besteld en deze opdracht werd door de opvolger CTA gecontinueerd, maar aan het trambedrijf kwam al in 1958 een eind.
CSL kwam de Tweede Wereldoorlog uit met totaal meer dan 50 tramlijnen in exploitatie.
In het begin van 1952 waren daar nog de volgende lijnen van over:
- 4 – 8 – 9 – 12 – 16 – 20 – 21 – 22 – 36 – 38 – 42 – 43 – 45 – 49 – 52 – 56 – 60 – 63 – 66 & 67.

De afbraak van het tramnet liep parallel met de afbraak en neergang van eens bevolkingsrijke en homogene woonwijken. De ontwikkeling van de bouw van autosnelwegen dwars door de stad – waarvoor echt alles letterlijk moest wijken - zorgde voor tientallen vierkante kilometers afbraakgebieden waar een tramexploitatie niet meer rendabel was. In 1950 waren er van het netwerk van eens meer dan 100 tramlijnen nog slechts 24 over.

## Tramlijnen van CSL
De kaart toont het tramnet van CSL in 1930. Op dat moment waren al enkele lijnen opgeheven en vervangen door trolleybuslijnen (55A, 76 en 85). Het overgrote deel van het tramnet was echter nog intact en was het grootste ter wereld.
Tot 1937 vonden zelfs nog enige uitbreidingen plaats zoals de voltooiing van lijn 87.
Ter wille van de overzichtelijkheid zijn de lijnen op de kaart in drie groepen onderverdeeld. Deze verdeling werd door het trambedrijf zelf enigszins anders gehanteerd.
De eerste CSL lijnen waren zogenaamde 'Through Routes' (1 – 23), ingesteld vanaf 1908.
Deze routes werden door een algemene maatregel van bestuur door de gemeente afgedwongen om lijnen mogelijk te maken die routes reden over het netwerk van verschillende bedrijven. Dit werd ingesteld om overstappen door passagiers terug te brengen. Vanuit bepaalde delen van de stad moest men bv. driemaal overstappen om het stadscentrum te bereiken.
Vanaf 1923 werden deze nummers op de trams aangebracht waarschijnlijk om ze voor het publiek duidelijk van gewone lijnen te scheiden die geen lijnnummers toonden.
Pas vanaf de periode na de Tweede Wereldoorlog verschenen meer systematisch lijnnummers op de tramlijnen die geen oorspronkelijk 'Through Routes' waren. Wijdverbreid was dit niet en lijnnummers op kaarten reflecteren alleen de administratieve nummers (die het publiek merendeels niet kende).
Pas vanaf 1950 verschenen de eerste routekaarten voor het publiek met lijnnummers. Toen waren de meeste tramlijnen al opgeheven.
Enig logica was er vanaf het begin wel in de administratieve nummering maar door opheffingen, combineren van routes en nieuwe lijnen vrije nummers te geven ging dit verloren.
- 1-23 Oorspronkelijke 'Through Routes'.
- 24-54 Noord-zuid lijnen waarbij het hoogste nummer het meest westelijke was.
- 55-64 Diagonale lijnen.
- 65-81 Oost-west lijnen in noordelijk Chicago waarbij het hoogste nummer het meest noordelijk reed.
- 82-99 Indien gebruikt tramlijnen in zuidelijk Chicago.
- 100-119 Indien gebruikt korte toevoerlijnen van noord-zuid routes in het zuidelijkste gedeelte van Chicago.

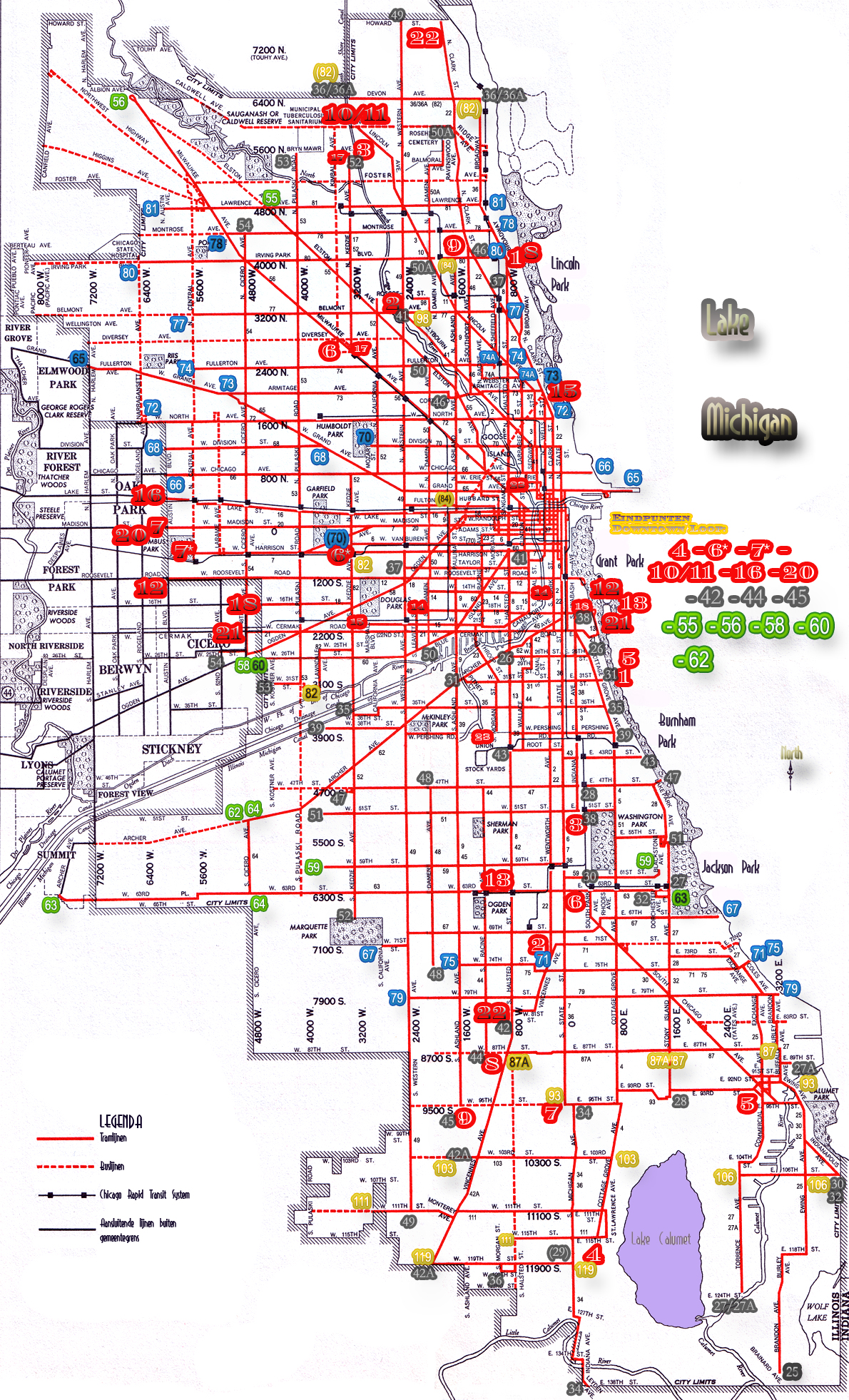
Tramnet CSL Chicago door de jaren heen

Op de kaart zijn de lijnen als volgt aangegeven:
- 1-23 Rood
- 24-54 Grijs
- 55-64 Groen
- 65-81 Blauw
- 82-119 Geel

Enkele korte lijnen en Interurbans zijn niet ingetekend.
De tramlijnen met een # teken achter de routenaam werden later exclusief met PCC's geëxploiteerd.
De tramlijnen met een + teken achter de routenaam hadden een eindpunt in de Loop; het zakencentrum van Chicago.
N.b.: Net zoals in vele andere steden kende Chicago het systeem dat een lijn over de totale lengte van de lijn een basisfrequentie had. Deze werd op de drukste gedeeltes aangevuld met diensten onder hetzelfde nummer maar met een andere bestemmingsaanduiding. Dit werden 'short turn' diensten genoemd. In feite waren de ingestelde 'Through Routes' ook 'short turn' lijnen.
Lijninspecteurs konden ook beslissen dat een tram tijdens de rit een short turn dienst werd. Dit werd toegepast om invloed te hebben op de frequentie en dienstuitvoering. Vele lijnen in Chicago waren zo lang, soms wel 30 kilometer, dat opstoppingen veel voorkwamen. Dan hoopten zich soms 5 trams achter elkaar op en werd door de lijninspecteur aan de bestuurder doorgegeven dat hij moest draaien. Omdat er veel draaimogelijkheden waren was dit vlot geregeld. Passagiers werd gevraagd over te stappen in de tram die wel verder kon rijden.
Een voorbeeld bij lijn 22. De aanduiding naar het zuiden van de stad is:
- 22 – 81st – Halsted (=naar de kruising van Halsted St. en de 81ste straat).

Short turn aanduidingen waren bv.:
- 22 – Vincennes – 77 (tot díe kruising);
- 22 – Vincennes – 80 (idem), etc.

## Lijn 1 tot en met 9
- 1 Cottage Grove - Broadway

In 1918 als 'Through Route' geïntroduceerd en in 1946 opgeheven
- 2 Clybourn - Wentworth

In 1910 als 'Through Route' ingesteld en in 1924 opgeheven.
- 3 Lincoln - Indiana

In 1912 als 'Through Route' ingesteld en in 1951 opgeheven.
- 4 Cottage Grove #

Op deze lijn in 1859 als paardentramlijn geopend en in 1892 geëlektrificeerd.
In 1918 als 'Through Route' ingesteld en in 1955 opgeheven. Deze lijn was 22 kilometer lang.
- 5 Cottage Grove - South Chicago

In 1913 als 'Through Route' ingesteld en in 1949 opgeheven.
- 6 State - Milwaukee

In 1912 als 'Through Route' ingesteld en in 1924 opgeheven.
- 6 Van Buren

In 1870 als paardentramlijn geopend en in 1896 geëlektrificeerd.
Vanaf 1937 was de route Van Buren – Division via State St., een combinatie met lijn 70; deze lijn is in 1951 opgeheven. Op de kaart als 6* ingetekend.
- 7 State - Madison +

In 1911 als 'Through Route' ingesteld en in 1924 opgeheven.
- 7 Harrison +

In 1888 als paardentramlijn ingesteld en in 1895 geëlektrificeerd. In 1897 al doorgetrokken naar de westelijk gelegen, aparte, gemeente Oak Park welke regeling in 1914 eindigde.
In 1948 als tramlijn opgeheven. Op de kaart als 7* ingetekend.
- 7A Harrison - Adams +

In 1885 als paardentramlijn geopend en in 1896 geëlektrificeerd. Opgeheven in 1948.
- 8 Halsted #

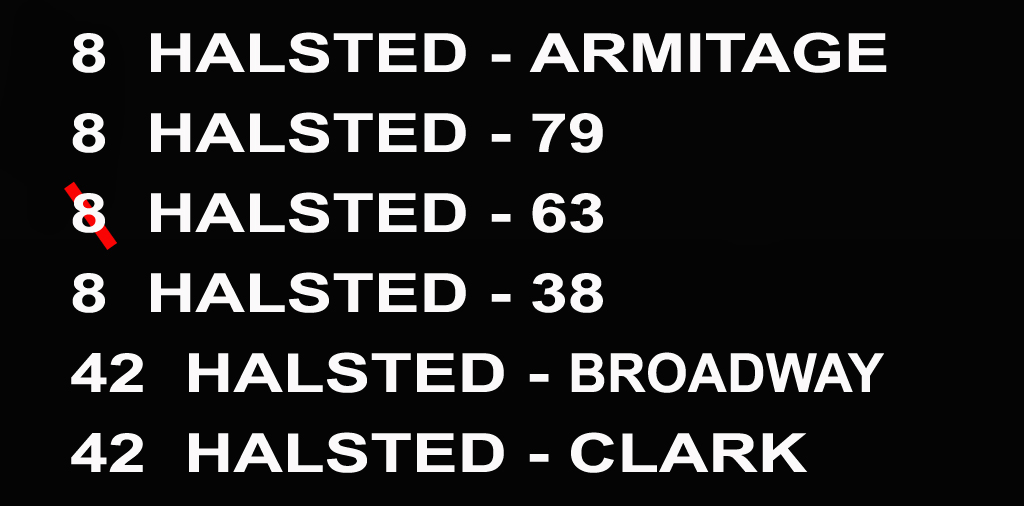
Lijnfilm van CSL/CTA lijn 8. Lijn 42 was een afgeleide van lijn 8

In 1863 als paardentramlijn geopend en in 189 geëlektrificeerd, al in 1911 als een van de eerste 'Through Route' samengesteld tot 63rd Street in het zuiden van de stad. In 1925 naar het noorden van de stad doorgetrokken en daarmee een van de langste tramlijnen (22,5 kilometer). Deze service eindigde in 1947, vanaf dat jaar werd alleen het zuidelijke deel van de lijn nog geëxploiteerd. In 1949 werd het lijngedeelte ten zuiden van de 79st. straat overgenomen door lijn 111A. Opgeheven in 1954.
- 9 Ashland

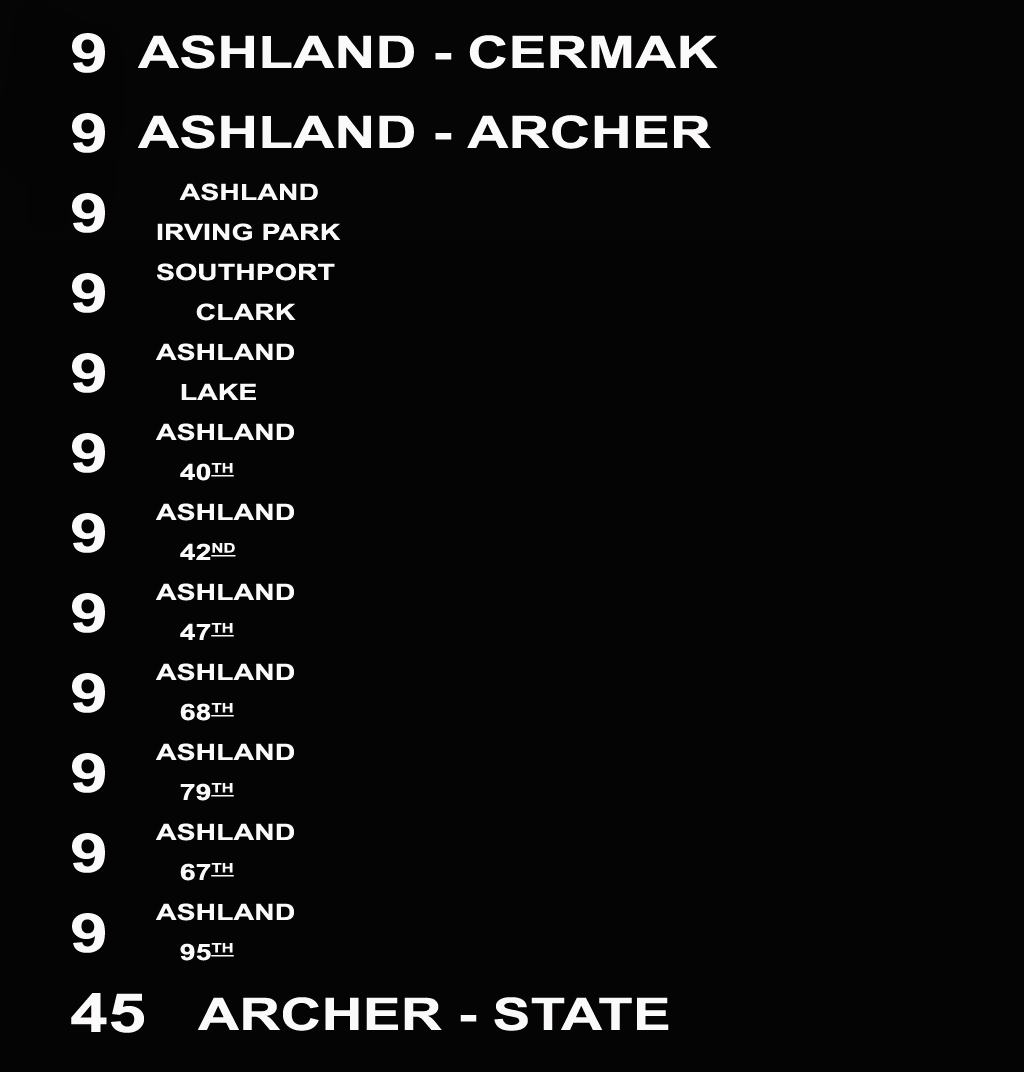
Lijnfilm van CSL/CTA lijn 9

In 1884 als paardentramlijn geopend en in 1895 geëlektrificeerd.
In 1908 als 'Through Route' ingesteld en in 1924 opgeheven. Opgeheven in 1954.

## Lijn 10 tot en met 19
- 10 Western

Ingesteld als 'Through Route' in 1911 later omgenummerd naar lijn 49.
- 10 Lincoln - Larrabee +

In 1864 ingesteld als paardentramlijn en vanaf de elektrificatie in 1895 samengesteld als route Lincoln – Wells (via Larabee St.).
Opgeheven in 1951.
- 11 Lincoln – Downtown +

In 1871 als paardentramlijn ingesteld. Eerst als aanvulling op lijn 10.
Uiteindelijke route werd Lincoln – Downtown (via Wells St. maar zonder het 'ommetje' van lijn 10 over Larabee). Opgeheven in 1951.
- 12 Roosevelt +

Ingesteld als paardentramlijn in 1877. In 1896 geëlektrificeerd en doorgetrokken naar Downtown (Wells St.). In 1950 werd de tramlijn teruggetrokken tot een eindpunt bij Wabash Ave. zodat het stadscentrum niet meer werd bediend. Omgezet in trolleybuslijn in 1953 die in 1973 werd opgeheven.
- 13 Halsted - Archer

Als 'Through Route' in 1911 ingesteld en in 1924 opgeheven.
- 14 14th St.

In 1892 als paardentramlijn geïntroduceerd en in 1896 geëlektrificeerd. In 1913 stukje bij beetje verlengd tot een eindpunt bij 18th St. In 1948 opgeheven.
- 15 21st - Wells

Een van lijnen in Chicago met het kortste leven. In 1909 als 'Through Route' ingesteld en al in 1912 opgeheven.
Lijn bestond uit een route tussen Marshall/21st en Diversey/Clark.
- 16 Lake +

Als een van eerste paardentramlijnen geopend in 1859 en in 1891 door de Cicero & Proviso Street Ry. geëlektrificeerd over Lake St. tot Cicero Ave. Later, in 1924, westelijk tot Adams Ave. doorgetrokken (gemeentegrens).
In 1954 opgeheven.
- 17 Kedzie

Zie lijn 52 Kedzie, tot midden jaren 1920 was het laatste noordelijke lijngedeelte tussen Milwaukee Ave. en Bryn Mawr Ave. administratief lijn 17.
- 18 16th - 18th

In 1886 als paardentramlijn geopend en in 1896 geëlektrificeerd.
Bestond eerst uit twee aparte lijnen, één over 16th St. en de andere over 18th. St. en werd in 1913 één lijn door de bouw van een verbinding langs Douglas Park.
In 1948 opgeheven.
- 19 Chicago - State

Een plan voor een 'Through Route' dat nooit werd ingevoerd.

## Lijn 20 tot en met 29
- 20 Madison # +

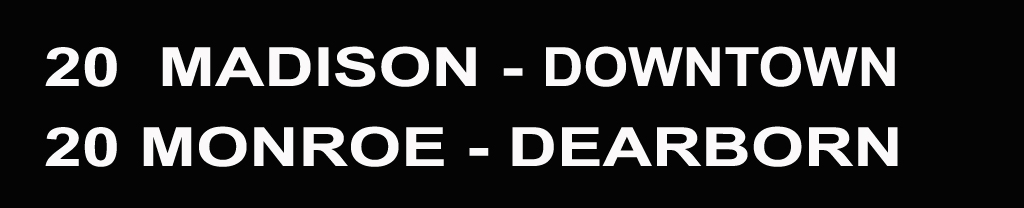
Lijnfilm van CSL/CTA lijn 20

Als een van eerste paardentramlijnen geopend in 1859 en in 1891 door de Cicero & Proviso Street Ry. geëlektrificeerd over Madison Ave. Na overname door CSL uitgebreid tot het eindpunt aan Austin Blvd. (gemeentegrens) tot Cicero Ave.
De eerste lijn in Chicago die PCC cars kreeg werd in 1954 opgeheven.
Oorspronkelijk exploiteerde Cicero & Proviso Street Railway de lijn alleen westelijk van Crawford Ave. (thans Pulaski) naar de gemeente Maywood. Austin Blvd. werd in 1899 ingesteld als Chicago's westelijke gemeentegrens zodat ten oosten hiervan de lijn door Chicago Railways werd geëxploiteerd het westelijke gedeelte ging naar County Traction Co., later omgedoopt in Chicago & West Towns Railways.
- 21 Cermak

in 1888 las paardentramlijn ingesteld en in 1893 geëlektrificeerd. 1954 opgeheven.
- 21A Fulton - 21st Street

in 1889 als paardentramlijn ingesteld op de route Fulton - 21st Street en in 1894 geëlektrificeerd. In 1947 opgeheven. Dit nummer werd nooit op de trams getoond en was dus alleen voor administratieve doeleinden bekend.
- 22 Clark #

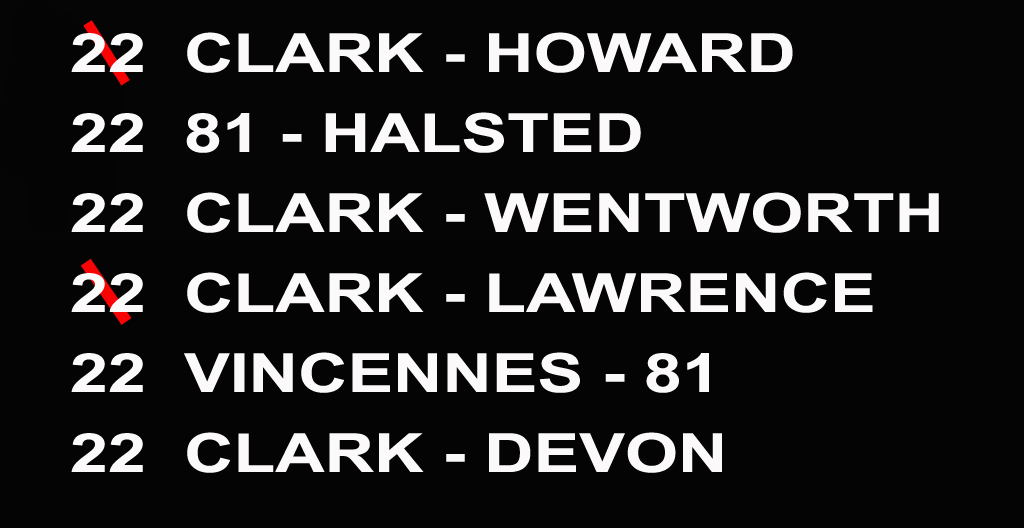
Lijnfilm van CSL/CTA lijn 22. Rood doorstreept was een aanduiding voor 'short turn' lijnen

In 1859 als paardentramlijn geopend en in 1893 geëlektrificeerd. Groeit vanaf 1908, door de instelling als 'Through Route' uit tot Clark – Wentworth, een van de langste tramlijnen (32 kilometer). In 1958 opgeheven.
- 23 Morgan - Racine

In 1886 als paardentramlijn geopend en in 1896 geëlektrificeerd.
Als 'Through Route' ingesteld in 1912 en in 1948 opgeheven.
'Through Route' bestond uit de lijn tussen Union Stockyards en de kruising van Grand, Milwaukee en Halsted.
- 24 Windsor Park

In 1892 als elektrische tramlijn geopend en in 1948 opgeheven.
- 24 Wentworth

In 1880 ingesteld als paardentramlijn en in 1895 geëlektrificeerd.
In 1908 als 'Through Route' Clark - Wentworth ingesteld onder nummer 22A.
- 25 South Chicago - Ewing

Zie lijn 30 – South Chicago.
- 26 26th

In 1888 als paardentramlijn geopend en in 1895 geëlektrificeerd.
In 1948 opgeheven.
- 27 South Deering

In 1892 als elektrische tramlijn geopend en in 1948 opgeheven.
- 27A Torrence

In 1924 als tramlijn geopend en in 1946 opgeheven.
- 28 Stony Island (+)

In 1892 als elektrische tramlijn ingesteld en in 1951 opgeheven.
Gedurende enige jaren was deze lijn een 'Through Route' vanaf het gebruikelijk eindpunt 47th St. via Cottage Grove naar de Loop.
- 29 State

In 1859 als paardentramlijn geopend en in 1892 geëlektrificeerd. De lijn liep toen van downtown tot 63rd St.
In 1918 als 'Through Route' ingesteld zuidelijk tot 119th St. en Morgan. Werd in 1937 gekoppeld met het noordelijke gedeelte 36 - Broadway en omgenummerd tot lijn 36. Een van de langste tramlijnen in Chicago vanaf dat moment.

## Lijn 30 tot en met 39
- 30 South Chicago

In 1885 als paardentramlijn geopend en in 1893 geëlektrificeerd. In 1896 doorgetrokken via Hammond en Whiting naar East Chicago, Indiana. Dienst wordt samen met de Hammond, Whiting & East Chicago Railway (HW&ECR) uitgevoerd. In 1913 als 'Through Route' onder nummer 5 ingesteld van downtown, via Cottage Grove tot 108th en Ewing.
In 1914 kreeg lijn een nieuw eindpunt bij de kruising 63rd St. en South Park waar overstapmogelijkheden op de treinen naar de Loop. Vanaf dat moment werd dit lijn 25. Opgeheven in 1947.
- 31 31st

In 1889 als paardentramlijn ingesteld, in 1895 geëlektrificeerd en in 1948 opgeheven.
- 32 Hammond

In 1896 als elektrische tramlijn geopend van 63rd St. en Dorchester naar Hammond, Idiana. De lijn krijgt net als lijn 30 een nieuw eindpunt 1914.
In 1940 opgeheven.
De lijn werd samen met Hammond, Whiting & East Chicago Railway geëxploiteerd.
- 34 South Michigan

In 1896 als elektrische tramlijn geopend en in 1946 opgeheven. Geschiedenis gaat op in die van lijn 36.
- 35 35th

In 1887 als paardentramlijn ingesteld, in 1893 geëlektrificeerd en in 1951 opgeheven.
- 36 Broadway # (+)

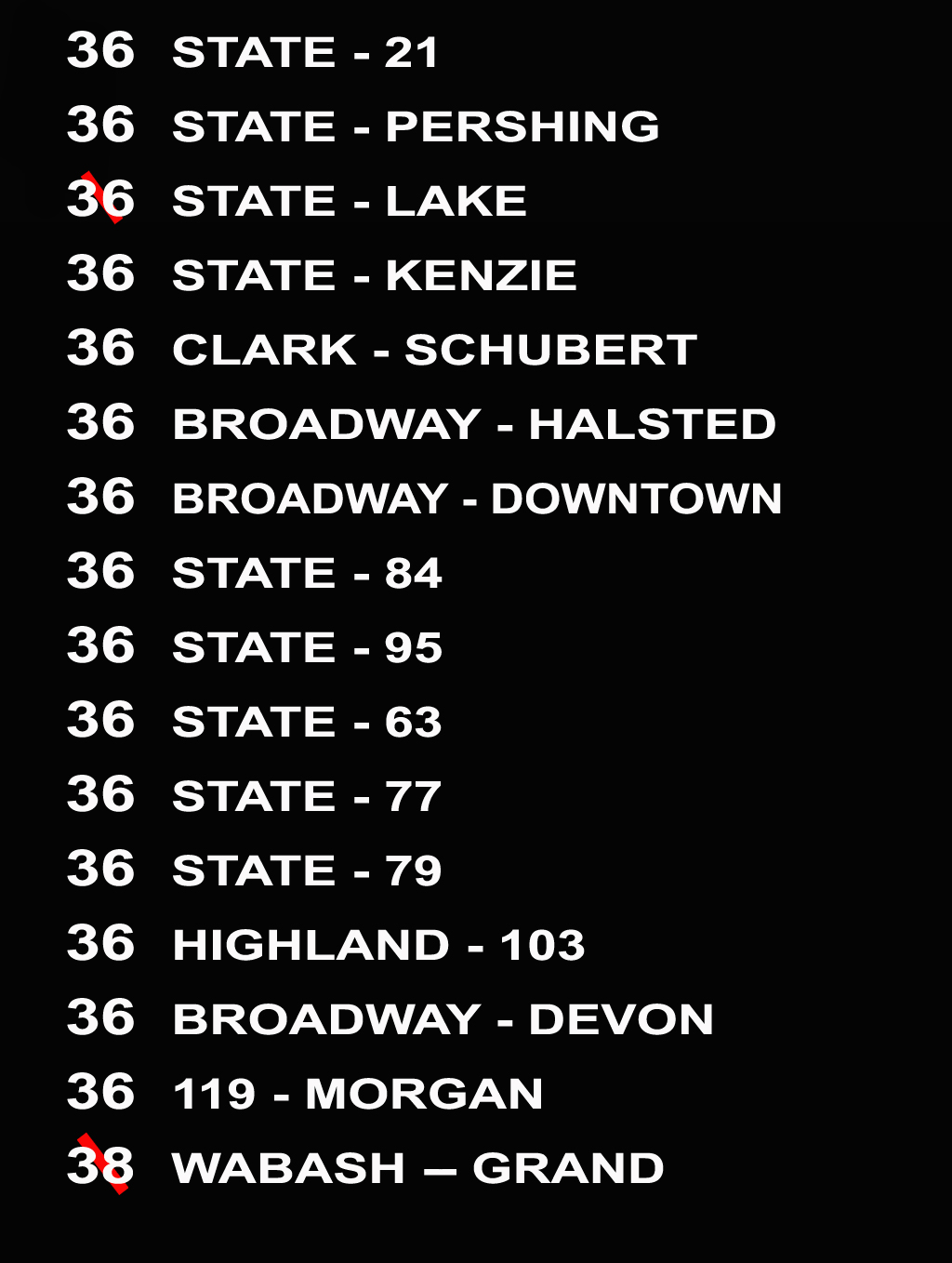
Lijnfilm van CSL/CTA lijn 36. De aanduiding van lijn 38 had een nieuwe tramlijn moeten worden. Een plan dat nooit werd uitgevoerd

In 1863 als paardentramlijn geopend en in 1893 geëlektrificeerd. De lijn bereikt uiteindelijk downtown in 1906 via Clark St.
In 1917 wordt een 'shuttle route' over Devon Ave. ten westen van Clark St. tot Western Ave. gebouwd die bekendstond als lijn 36A – Devon. Deze gaat in 1932 op in lijn 36.
In 1937 wordt een 'Through Route' Broadway - State geïntroduceerd en wordt daarmee de langste tramlijn van Chicago (41 kilometer). De exploitatie over Devon Ave. wordt in 1947 beëindigd.
In 1955 wordt het gedeelte over State St. ten zuiden van de Loop opgeheven en de hele lijn in 1957.
- 37 Sedgwick - Ogden

Deze lijn is samengesteld uit een drietal kleine stukjes waarbij het eerste gedeelte over Sedgwick Ave. In 1861 als paardentramlijn werd geopend. Elektrificatie volgt vanaf 1894 waarbij de uiteindelijke route voor 1900 wordt: Taylor – Wells – Sedgwick/Ogden. Later nog een verlenging over Sheffield Ave. Opgeheven in 1947.
- 38 Indiana

In 1865 als paardentramlijn ingesteld, in 1895 geëlektrificeerd en in 1953 opgeheven.
- 39 Pershing

In 1875 als paardentramlijn ingesteld, oostelijk van Halsted St., in 1894 geëlektrificeerd. Vanaf 1919 ingesteld westelijk van Ashland Ave. In 1945 werd gedeelte weer opgeheven en in 1948 volgde het oostelijke deel.

## Lijn 40 tot en met 49
- 41 Clybourn

In 1865 als paardentramlijn geopend en in 1895 geëlektrificeerd.
Opgeheven in 1947.
- 42 Halsted - Downtown # +

In 1882 als paardentramlijn geopend en in 1894 geëlektrificeerd. In 1925 worden sommige ritten over Clark St. naar Chicago's North Side uitgevoerd; deze service werd in 1947 opgeheven.
Opgeheven in 1954. Geschiedenis is verweven met die van lijn 8 Halsted. 42 sloeg bij de kruising Halsted/Archer af naar downtown. Het gebruikelijkst was dat lijn 8 over Halsted St. haar eindpunt had bij 63rd St. Lijn 42 reed dan door tot 79th St.
- 42A Vincennes

In 1923 als 'shuttle route' geopend over Vincennes Ave. tussen 111th St. tot 119th St.
Opgeheven in 1946.
- 43 43rd

In 1866 als paardentramlijn geopend en in 1895 geëlektrificeerd.
In 1953 opgeheven.
- 44 Wallace - Racine

In 1884 als paardentramlijn over Wallace St. ingesteld en in 1894 geëlektrificeerd. In 1896 komt daar de verlenging over Racine Ave. bij. De lijn wordt in 1951 opgeheven.
- 45 Ashland - Downtown +

In 1884 als paardentramlijn geopend en in 1895 geëlektrificeerd.
Opgeheven in 1954. Geschiedenis is verweven met die van lijn 9.
- 46 Southport

In 1894 als elektrische tramlijn tot downtown ingesteld. Deze service wordt in 1924 beëindigd na de ingebruikname van lijn 9 – Ashland.
Uiteindelijk route – alleen over Southport - in 1947 opgeheven.
- 47 47th

In 1887 als paardentramlijn geopend en in 1893 geëlektrificeerd. Opgeheven in 1951. Deze lijn bediende 47th St. tussen Lake Park Ave. en Kedzie; de rest werd met 'shuttle' bussen uitgevoerd (o.a. lijn 47A).
Trolleybus lijn geweest tussen 1952 en 1965.
- 48 South Damen

In 1917 als elektrische tramlijn geopend. Shuttle bus reed vanaf 1946 als lijn 48A tussen 74th St. en 87th St. Tramlijn opgeheven in 1948.
- 49 Western #

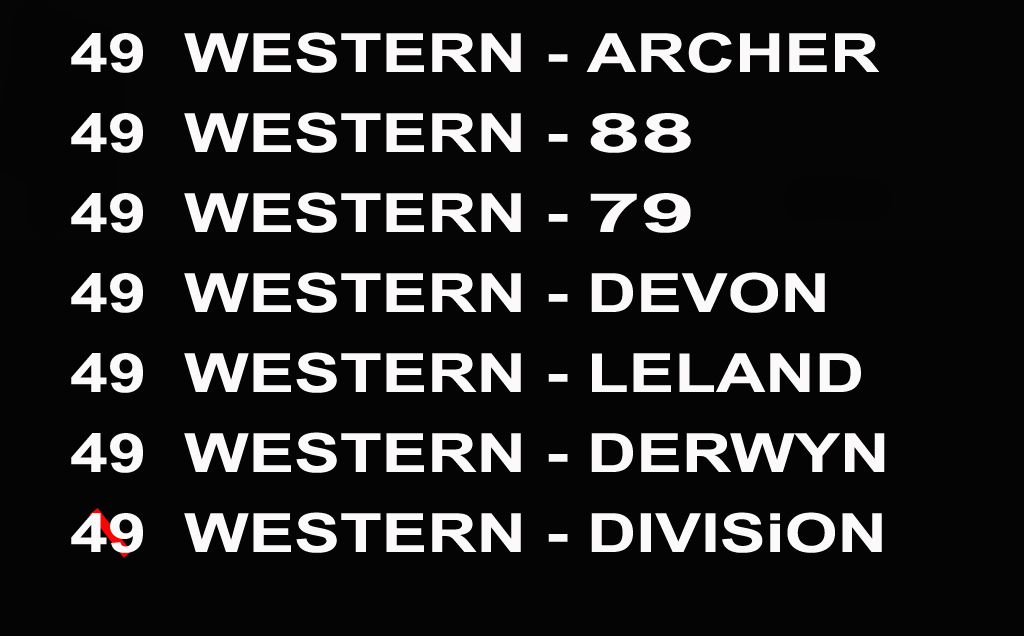
Lijnfilm van CSL/CTA lijn 49

In 1864 als paardentramlijn geopend en in 1895 geëlektrificeerd. Route over Western Ave. naar zuidelijk vanaf Chicago River in 1898 geopend.
Eerst als 'Through Route' ingesteld onder het nummer 10.
Tussen 1948 en 1952 worden van het noordelijke en het zuidelijk deel voortdurend stukjes opgeheven waarbij in 1956 de hele lijn opgeheven werd.
Western Ave. is de langste straat van Chicago. Lijn 49 had een lengte van 25,5 kilometer tussen Howard St. tot 111th St.
- 49A South Western
- 49B North Western

Deze twee lijnen waren bedoeld om lijn 49 te versterken. 49A reed over Western Ave. vanaf Madison Ave. zuidelijk, 49B noordelijk.

## Lijn 50 tot en met 59
- 50 Damen

In 1893 als paardentramlijn ingesteld en in 1896 geëlektrificeerd. Opgeheven in 1948.
De lijn ten noorden van Irving Park was oorspronkelijk onderdeel van de lijnen 10 en 11. Administratief was dit lijn 50A – North Damen.
- 51 51st

In 1887 als paardentramlijn geopend en in 1895 geëlektrificeerd.
In 1930 doorgetrokken over 55th St. tussen Cottage Grove en Lake Park Ave.
Opgeheven in 1948.
- 52 Kedzie - California

In 1883 over California Ave. als paardentramlijn geopend, in 1892 wordt doorgereden over Kedzie Ave. noordelijk van Chicago River. In 1896 geëlektrificeerd.
Als 'Through Route' geïntroduceerd, eerst onder het nummer 17.
In 1954 opgeheven en in 1955 ingesteld als trolleybuslijn die in 1969 werd opgeheven.
- 53 Pulaski

In 1897 als elektrische tramlijn geopend.
In 1951 wordt de tramlijn met haar 'shuttlebuslijn' 53A opgeheven en tot trolleybuslijn omgebouwd. Deze wordt in 1973 opgeheven.
- 54 Cicero

In 1891 als elektrische tramlijn ingesteld en in 1951 opgeheven. Trolleybuslijn tussen 1951 en 1973.
- 54B South Cicero

In 1904 geopend tussen Archer en 63rd St. Tot 1916 volgen enkele verlengingen tot Central Ave.
In 1941 wordt deze tramlijn opgeheven die toen 64 genummerd was.
- 55 Elston +

In 1894 als elektrische tramlijn geopend. De shuttle 55A wordt in 1930 als een van de eerste trolleybuslijnen geopend. Beide lijnen worden in 1951 opgeheven en buslijn.
- 56 Milwaukee +

In 1863 als paardentramlijn geopend en in 1894 geëlektrificeerd.
Opgeheven in 1952. Grotendeels vervangen door de 'Blue Line' metro naar Chicago O'Hare Airport.
- 57 Laramie

In 1897 opent de Chicago Suburban Railroad deze elektrische tramlijn tussen Lake St. and 22nd St. In 1922 neemt Chicago Railways deze lijn binnen de gemeentegrenzen over. Opgeheven in 1937.
- 58 Odgen +

In 1863 als paardentramlijn geopend en in 1896 geëlektrificeerd.
Opgeheven in 1951.
- 59 59th - 61st

In 1885 over 61st St. als paardentramlijn geopend. Tijdens elektrificatie in 1896 doorgetrokken over 59th St. en tot één route gecombineerd in 1899. Opgeheven in 1948.

## Lijn 60 tot en met 69
- 60 Blue Island - 26th

In 1863 al paardentramlijn geopend en in 1895 in twee delen geëlektrificeerd.
In 1952 opgeheven.
- 62 Archer +

In 1864 als paardentramlijn geopend, in 1887 verder over 38th St. In 1895 geëlektrificeerd.
In 1901 introduceert de Chicago & Joliet Electric Railway Co. aansluitend Interurban service naar Joliet die in 1934 wordt opgeheven. In 1948 opgeheven.
- 63 63rd #

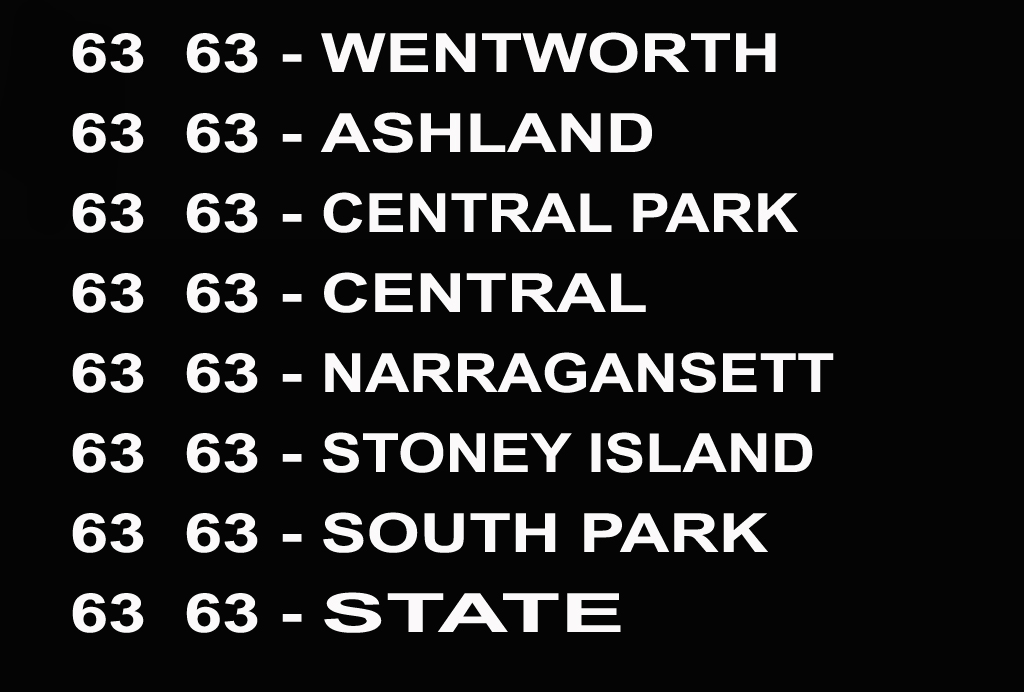
Lijnfilm van CSL/CTA lijn 63

In twee delen tussen 1888 en 1892 (westelijk – bekend als 63W - én oostelijk van Ashland Ave.) als paardentramlijn geopend.
Tussen 1893 en 1899 beide delen geëlektrificeerd. Verlenging in 1902 westelijk van Cicero Ave. tot Central Ave.
In 1915 ontstaat één doorgaande route. Opgeheven in 1953.
- 64 South Cicero

Zie 54B.
- 65 Grand

In 1875 als paardentramlijn geopend en in 1896 geëlektrificeerd.
In 1951 omgezet in trolleybuslijn die in 1973 werd opgeheven.
- 66 Chicago

In 1859 als paardentramlijn geopend en in 1895 geëlektrificeerd.
In 1894 bouwt Cicero & Proviso Street Railway de lijn westelijk vanaf Cicero Ave. uit.
Opgeheven in 1952 en als trolleybus verder geëxploiteerd; deze werd in 1967 opgeheven.
Deze lijn reed allereerst via Milwaukee Ave. naar downtown maar dit deel werd in 1924 opgeheven.
- 67 67th - 69th - 71th

In 1887 als paardentramlijn geopend en in 1893 over 67th St. geëlektrificeerd. In 1910 werden de twee verschillende routes over 67th St. en 69th St. één route terwijl dit in 1924 nogmaals gebeurde door een verlenging westelijk over 71st St.
Opgeheven in 1953.
- 68 – West Division

Zie lijn 70.

## Lijn 70 tot en met 79
- 70 Division

In 1886 als paardentramlijn ingesteld en in 1895 geëlektrificeerd waarbij het westelijke deel vanaf Grand Ave. pas in 1914 als aparte tramlijn werd geopend. Beide delen werden nooit samengevoegd en in 1937 ontstond een 'Through Route' door een combinatie met lijn 6 – Van Buren via State St.
In 1946 werd het genoemde westelijk deel van Division opgeheven (bekend als lijn 68 – West Division).
De rest van de lijn opgeheven in 1951.
- 71 71st/South Shore

In 1896 door de Englewood & Chicago Electric Railway Co. als accutramlijn geopend en in 1901 geëlektrificeerd.
In 1912 werd de lijn overgenomen door Chicago City Railway.
Tramlijn in 1947 opgeheven.
- 72 North

In 1875 als paardentramlijn geopend en in 1895 geëlektrificeerd.
In 1949 omgezet in een trolleybuslijn die in 1973 werd opgeheven.
- 73 Armitage

In 1877 als paardentramlijn westelijk vanaf Milwaukee Ave. ingesteld. Was eerst een aftakking van die lijn (56). In 1896 geëlektrificeerd.
In 1914 werd een 'shuttle' geïntroduceerd oostelijk van Milwaukee Ave. en deze beide lijn werden in 1925 gecombineerd.
Tramlijn in 1951 opgeheven en in 1953 als trolleybuslijn voortgezet. Opgeheven in 1966.
- 74 Fullerton

In 1884 als paardentramlijn geopend en in 1894 geëlektrificeerd.
In 1949 als tramlijn opgeheven en als trolleybuslijn verder geëxploiteerd. Deze werd in 1973 opgeheven.
- 74A Webster - Racine

In 1878 als paardentramlijn geopend en in 1895 geëlektrificeerd. Opgeheven in 1947.
- 75 74th - 75th

In 1892 als elektrische tramlijn geopend en in 1946 opgeheven.
- 76 Diversey

In 1923 als elektrische tramlijn geopend tussen Kimball Ave. en Pulaski Rd.
Westelijk deel tot Narragansett Ave. wordt buslijn 44 – Diversey.
Al in 1930 worden beide delen gecombineerd tot één trolleybuslijn (76) die in 1955 wordt opgeheven.
- 77 Belmont

In 1895 als elektrische tramlijn tot Central Ave. Westelijk deel wordt in 1928 als buslijn 46 Belmont - Laramie, geopend tot Narragansett Ave.
In 1949 omgezet in trolleybuslijn over de gehele toen bestaande route tussen Harlem Ave. en Halsted.
In 1973 als trolleybuslijn opgeheven.
- 78 Montrose

In 1897 als elektrische tramlijn geïntroduceerd tussen Broadway en Milwaukee Ave. In 1931 wordt tussen Milwaukee Ave. en Narragansett Ave. trolleybuslijn 78A geopend.
Tramlijngedeelte in 1946 opgeheven. In 1948 wordt de hele route trolleybuslijn. Deze wordt opgeheven in 1973.
- 79 79th

In 1893 als elektrische tramlijn geopend tussen Western Ave. en Rainbow Park.
In 1951 opgeheven.

## Lijn 80 tot en met 89
- 80 Irving Park

In 1896 als elektrische tramlijn geopend tussen Neenah Ave. en Broadway.
Opgeheven in 1948 en omgezet in trolleybuslijn. Deze wordt in 1973 opgeheven.
- 81 Lawrence

In 1896 als elektrische tramlijn geopend en in 1951 omgezet in een troleybuslijn. Deze wordt in 1969 opgeheven.
- 82 Devon (36)

Dit was een nummer dat alleen binnen CSL gebruikt werd voor de lijn over Devon Ave. die door lijn 36 – Broadway werd bediend.
- 82 Kimball - Homan

In 1896 als elektrische tramlijn geopend als een aftakking van lijn 21 – Cermak.
In 1931 wordt dit gedeeltelijk een trolleybuslijn die al in 1937 wordt opgeheven.
- 84 North Ashland (9)

Dit was een nummer dat alleen binnen CSL gebruikt werd voor het noordelijke gedeelte van lijn 9 – Ashland.
- 87 87th

In 1915 als elektrische tramlijn ten oosten van Stony Island Ave. geopend. Deze lijn wordt tot 1930 voortdurend verlengd en de uiteindelijke route loopt westelijk tot Vincennes Ave. In 1951 wordt de hele lijn opgeheven.
Dit was de laatste tramlijn die in Chicago werd gebouwd. Het westelijk deel van de lijn werd als 87A geëxploiteerd; het oostelijke als 87.

## Lijn 90 en hoger
- 93 93rd - 95th

In 1890 als elektrische tramlijn geopend. Opgeheven in 1951.
- 98 Roscoe

In 1887 als paardentramlijn geopend als een aftakking van de lijnen 10 en 11. Was een van de kortste tramlijnen van Chicago en werd in 1949 opgeheven.
- 103 West 103rd

In 1896 als elektrische tramlijn geopend tussen Michigan Ave. en Vincennes Ave. In 1910 wordt de lijn doorgetrokken oostelijk van Michigan Ave.
In 1941 opgeheven. Zie lijn 106.
- 106 East 103rd

In 1910 als aanvulling op lijn 103 als elektrische tramlijn geopend. Compleet afgebouwd in 1924 tot Cottage Grove Ave. Opgeheven in 1941.
- 111 Pullman - 111th - 115th

In 1893 als elektrische tramlijn onder nummer 115 geopend. In 1911, bij de opening van de tramlijn over 111th St. omgedoopt in lijn 111.
Opgeheven in 1945.
- 112 Vincennes - 111th

In 1901 door de Englewood & Chicago Electric Railway Co. geopend als elektrische tramlijn. Dit bedrijf wordt in 1912 door Chicago City Railway overgenomen. In 1923 wordt een 'shuttle' service geopend over Vincennes Ave. tussen 111th St. en 119th St.
In 1949 wordt de lijn opgeheven. Deze lijn werd geëxploiteerd als lijn 42A – Vincennes.
- 119 Vincennes - 119th

In 1913 als 'shuttle' geopend over 119th St. tussen Halsted en Vincennes. Opgeheven in 1946. Ook onderdeel geweest van lijn 36 – Broadway.

## Trolleybusexploitatie
Alle hieronder genoemde lijnen waren ooit als tramlijnen begonnen. Zie kaart.
- Nummer – Route – Exploitatie van X tot Y
  - 12 - Roosevelt – 1953 tot 1973
  - 47 - 47th - 1952 tot 1965
  - 51 - 51st-55th – 1948 tot 1959
  - 52 – Kedzie – California – 1955 tot 1969
  - 53 – Pulaski – 1951 tot 1973
  - 54 – Cicero - 1951 tot 1973
  - 55A – Elston - 1930 tot 1951
  - 65 – Grand – 1951 tot 1973
  - 66 – Chicago - 1952 tot 1967
  - 72 – North - 1949 tot 1973
  - 73 – Armitage - 1953 tot 1966
  - 74 – Fullerton - 1949 tot 1973
  - 76 – Diversey – 1930 tot 1955
  - 77 - Belmont - 1931 tot 1973
  - 78 – Montrose - 1931 tot 1973
  - 80 - Irving Park - 1948 tot 1973
  - 81 – Lawrence - 1951 tot 1969
  - 82 – Kimball - 1931 tot 1937
  - 85 – Central - 1930 tot 1970
  - 86 - Narragansett – 1930 tot 1953